# La Mère de Lemminkäinen
La Mère de Lemminkäinen – en finnois Lemminkäisen äiti – est un tableau réalisé par le peintre finlandais Akseli Gallen-Kallela en 1897. Cette tempera sur toile est une peinture mythologique illustrant un épisode du Kalevala, l'épopée composée par Elias Lönnrot. Elle représente la mère de Lemminkäinen apercevant l'abeille qui va le ressusciter alors qu'elle est assise à côté de son corps mort sur les rives de Tuonela, d'où un cygne les nargue. Cette œuvre est conservée au musée d'Art Ateneum, à Helsinki. 